# Lavoine
Pour les personnes portant ce patronyme, voir Lavoine (homonymie).
Lavoine est une commune française rurale, située dans le sud-est du département de l'Allier en région Auvergne-Rhône-Alpes, en Montagne bourbonnaise.

## Géographie

### Localisation
Située dans le sud-est du département, limitrophe des départements du Puy-de-Dôme et de la Loire, Lavoine est la commune la plus méridionale de l'Allier, mais c'est également celle où se situe son point culminant : le puy de Montoncel — 1 287 mètres d'altitude — dans la montagne bourbonnaise, à l'extrémité méridionale de la commune, presque au tripoint entre les trois départements. Le puy Snidre est partiellement sur la commune, à la limite avec la commune de Saint-Victor-Montvianeix, dans le Puy-de-Dôme.
Lavoine est arrosée par le Sichon, qui prend sa source sur les pentes du puy de Montoncel.
Le nord de la commune est couvert par les Bois Bizin d'où émerge le rocher Saint-Vincent (925 m).
Ses communes limitrophes sont :
| Ferrières-sur-Sichon                             |                                            | Laprugne                       |
| La Guillermie                                    | Lavoine                                    |                                |
| Saint-Victor-Montvianeix, Palladuc (Puy-de-Dôme) | Celles-sur-Durolle, Arconsat (Puy-de-Dôme) | Saint-Priest-la-Prugne (Loire) |

### Climat
Pour des articles plus généraux, voir Climat d'Auvergne-Rhône-Alpes et Climat de l'Allier.
En 2010, le climat de la commune est de type climat des marges montargnardes, selon une étude du CNRS s'appuyant sur une série de données couvrant la période 1971-2000. En 2020, Météo-France publie une typologie des climats de la France métropolitaine dans laquelle la commune est exposée à un climat de montagne ou de marges de montagne et est dans la région climatique Nord-est du Massif Central, caractérisée par une pluviométrie annuelle de 800 à 1 200 mm, bien répartie dans l’année.
Pour la période 1971-2000, la température annuelle moyenne est de 9 °C, avec une amplitude thermique annuelle de 15,3 °C. Le cumul annuel moyen de précipitations est de 1 133 mm, avec 11,9 jours de précipitations en janvier et 8,2 jours en juillet. Pour la période 1991-2020, la température moyenne annuelle observée sur la station météorologique de Météo-France la plus proche, « Mayet-de-Montagne », sur la commune du Mayet-de-Montagne à 11 km à vol d'oiseau, est de 10,9 °C et le cumul annuel moyen de précipitations est de 979,2 mm,. Pour l'avenir, les paramètres climatiques de la commune estimés pour 2050 selon différents scénarios d'émission de gaz à effet de serre sont consultables sur un site dédié publié par Météo-France en novembre 2022.

## Urbanisme

### Typologie
Au 1er janvier 2024, Lavoine est catégorisée commune rurale à habitat très dispersé, selon la nouvelle grille communale de densité à 7 niveaux définie par l'Insee en 2022.
Elle est située hors unité urbaine. Par ailleurs la commune fait partie de l'aire d'attraction de Vichy, dont elle est une commune de la couronne,. Cette aire, qui regroupe 50 communes, est catégorisée dans les aires de 50 000 à moins de 200 000 habitants,.

### Occupation des sols

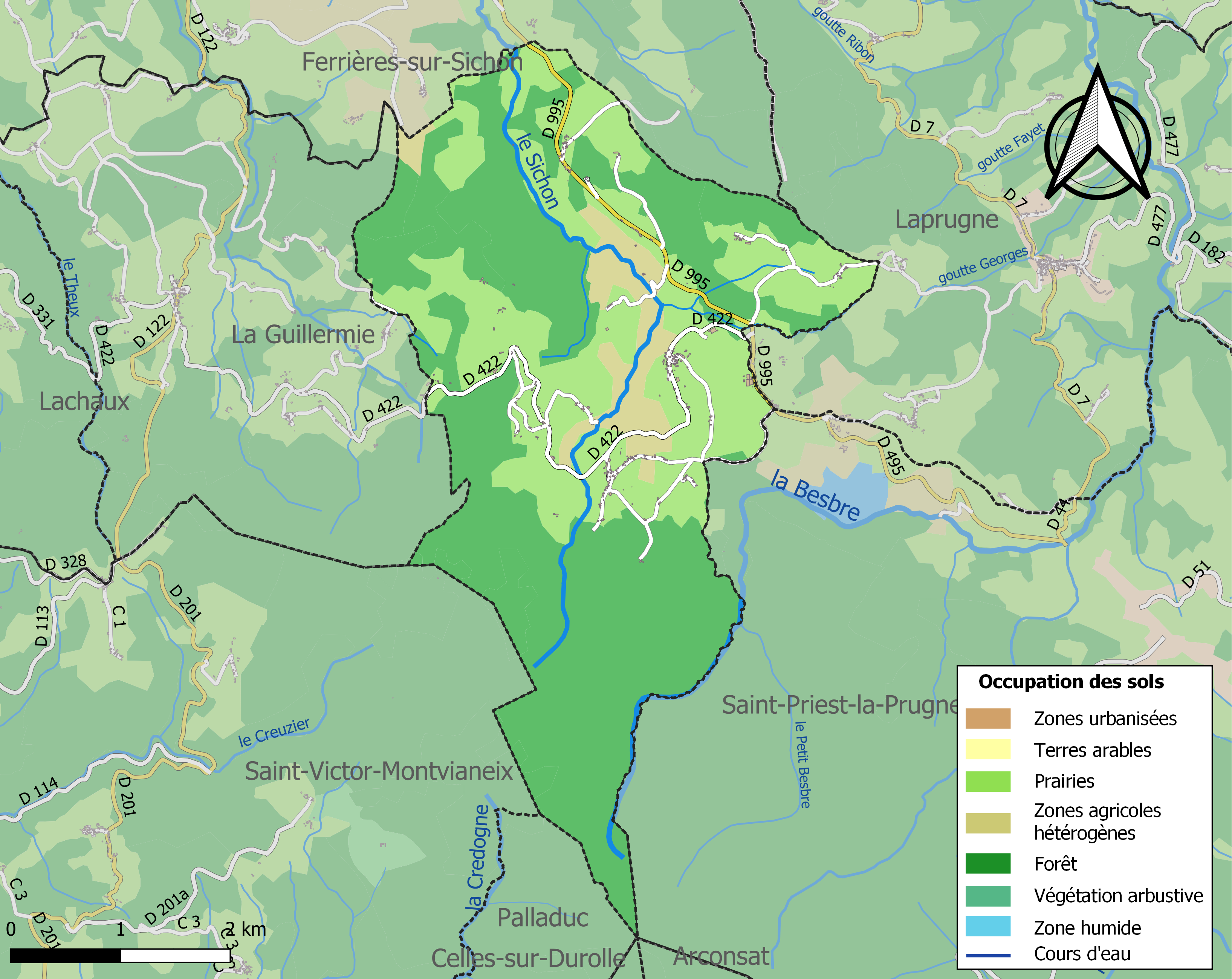
Carte des infrastructures et de l'occupation des sols de la commune en 2018 (CLC).

L'occupation des sols de la commune, telle qu'elle ressort de la base de données européenne d’occupation biophysique des sols Corine Land Cover (CLC), est marquée par l'importance des forêts et milieux semi-naturels (57,4 % en 2018), une proportion sensiblement équivalente à celle de 1990 (57,1 %). La répartition détaillée en 2018 est la suivante : forêts (57,4 %), prairies (36,4 %), zones agricoles hétérogènes (6,2 %).
L'IGN met par ailleurs à disposition un outil en ligne permettant de comparer l’évolution dans le temps de l’occupation des sols de la commune (ou de territoires à des échelles différentes). Plusieurs époques sont accessibles sous forme de cartes ou photos aériennes : la carte de Cassini (XVIIIe siècle), la carte d'état-major (1820-1866) et la période actuelle (1950 à aujourd'hui).

### Planification de l'aménagement
L'ancienne communauté de communes de la Montagne bourbonnaise, dont Lavoine était membre, avait prescrit l'élaboration d'un plan local d'urbanisme intercommunal (PLUi) en 2014. À la suite de la fusion de la communauté de communes avec la communauté d'agglomération de Vichy Val d'Allier le 1er janvier 2017, c'est Vichy Communauté qui poursuit les procédures de l'élaboration de ce document, approuvé en conseil communautaire le 31 mars 2022 et exécutoire depuis le 13 mai 2022.

### Voies de communication et transports
La commune est traversée par la D 995, ancienne RN 495, déclassée, qui relie Cusset à Saint-Just-en-Chevalet ; cette route ne traverse pas le bourg. Une autre route, la RD 422, dessert le bourg.

## Histoire
Au début du XIXe siècle, Lavoine appartenait à la commune de Ferrières-sur-Sichon. En 1837, les habitants du hameau de Lavoine et des villages voisins (Pion, Le Puy…) entreprennent la construction d'une église car, en hiver, ils ne pouvaient pas se rendre à celle de Ferrières. Pour cela, de nombreux habitants se réunissent autour de Me Carlier, notaire à Laprugne, où ils établissent l'acte de fondation de cette église, le 24 décembre 1837, dans lequel on rencontre les dons des futurs paroissiens de Lavoine, formant ainsi un total de 1 548 francs. En 1851 est finalement créée la paroisse Saint-Vincent de Lavoine.
La commune de Lavoine est créée en 1881 par un décret du président de la République, Jules Grévy. Son territoire rassemble les hameaux des sections Pion et Montoncel de la commune de Ferrières.

## Politique et administration
| Période                                  | Période                         | Identité               | Étiquette  | Qualité              |
| ---------------------------------------- | ------------------------------- | ---------------------- | ---------- | -------------------- |
| Les données manquantes sont à compléter. |                                 |                        |            |                      |
| 1881                                     |                                 | Antoine Mondière       | SE         | agriculteur          |
|                                          |                                 | Blettery               | SE         | agriculteur          |
|                                          |                                 | Gilbert Vallas         | SE         | agriculteur          |
|                                          | 1944                            | Claude Vallas          | SE         | agriculteur          |
|                                          | 1947                            | Maurice Barraud        | SE         | agriculteur          |
| 1947                                     | 1989                            | Fernand Goutille       | SE         | agriculteur          |
| 1989                                     | juin 2023 (démission)           | Jean-Dominique Barraud | ? puis UDI | exploitant forestier |
| 15 septembre 2023                        | En cours (au 20 septembre 2023) | Pierre Gérard          |            |                      |

## Population et société

### Démographie
Les habitants de Lavoine sont appelés les Lavoinais et les Lavoinaises ou les Pions et les Pionnes.
L'évolution du nombre d'habitants est connue à travers les recensements de la population effectués dans la commune depuis 1881. Pour les communes de moins de 10 000 habitants, une enquête de recensement portant sur toute la population est réalisée tous les cinq ans, les populations de référence des années intermédiaires étant quant à elles estimées par interpolation ou extrapolation. Pour la commune, le premier recensement exhaustif entrant dans le cadre du nouveau dispositif a été réalisé en 2007.

En 2022, la commune comptait 152 habitants, en évolution de +0,66 % par rapport à 2016 (Allier : −1,38 %, France hors Mayotte : +2,11 %).
| 1881 | 1886 | 1891 | 1896 | 1901 | 1906 | 1911 | 1921 | 1926 |
| ---- | ---- | ---- | ---- | ---- | ---- | ---- | ---- | ---- |
| 718  | 734  | 703  | 695  | 634  | 609  | 629  | 556  | 553  |

| 1931 | 1936 | 1946 | 1954 | 1962 | 1968 | 1975 | 1982 | 1990 |
| ---- | ---- | ---- | ---- | ---- | ---- | ---- | ---- | ---- |
| 475  | 455  | 410  | 348  | 362  | 333  | 299  | 265  | 218  |

| 1999 | 2006 | 2007 | 2012 | 2017 | 2022 | - | - | - |
| ---- | ---- | ---- | ---- | ---- | ---- | - | - | - |
| 173  | 155  | 152  | 157  | 146  | 152  | - | - | - |

### Enseignement
Lavoine dépend de l'académie de Clermont-Ferrand. Il n'existe aucune école.
Hors dérogations à la carte scolaire, les collégiens se rendent au Mayet-de-Montagne et les lycéens à Cusset, au lycée Albert-Londres.

## Culture locale et patrimoine

### Langue régionale
Lavoine est une des quelques communes du département de l'Allier à faire partie de l'aire linguistique du francoprovençal (arpitan). Cette aire linguistique comprend dans le Bourbonnais les communes de Saint-Pierre-Laval, Saint-Nicolas-des-Biefs, Laprugne, La Chabanne et Lavoine,.

### Lieux et monuments

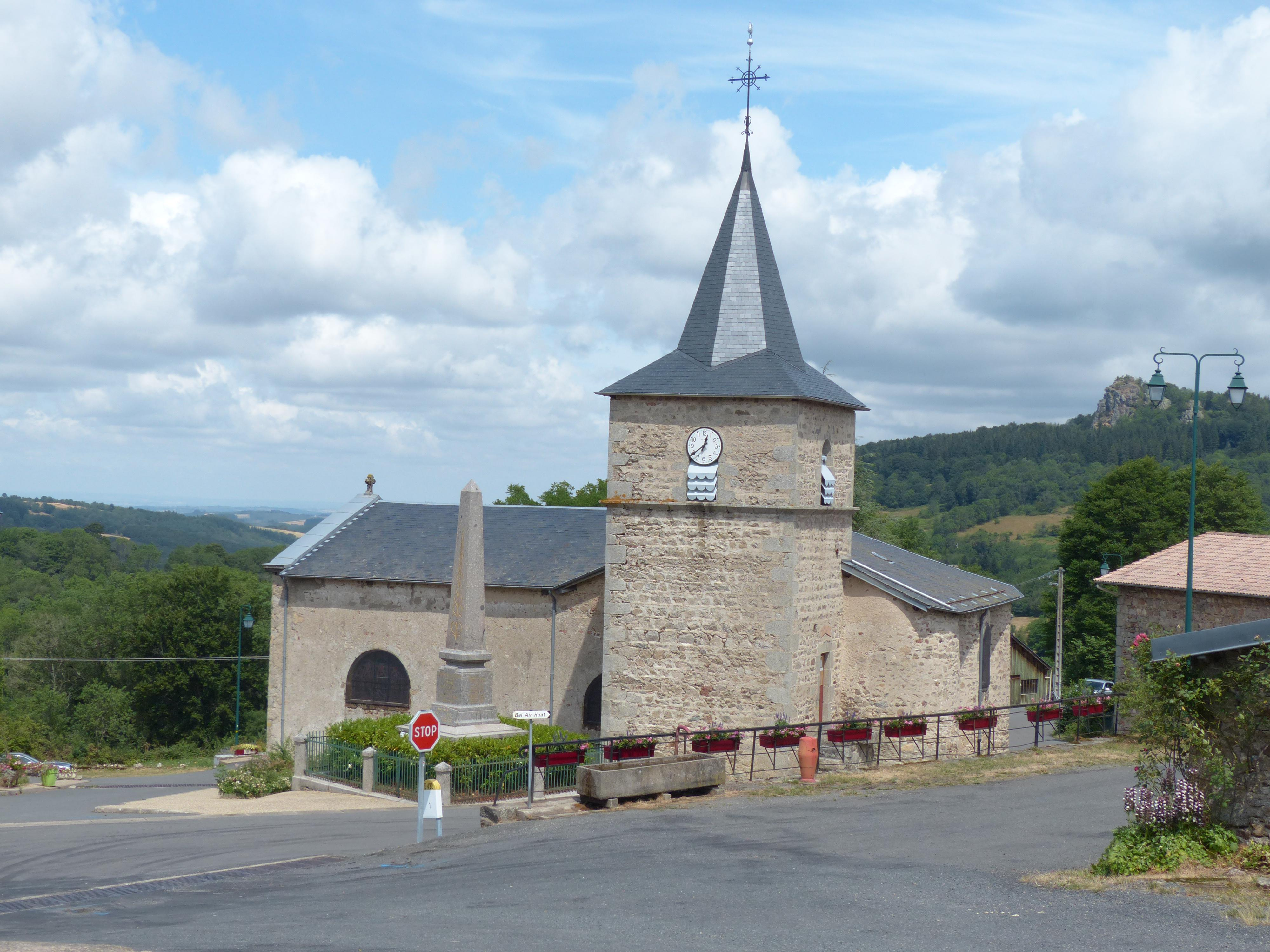
Église.

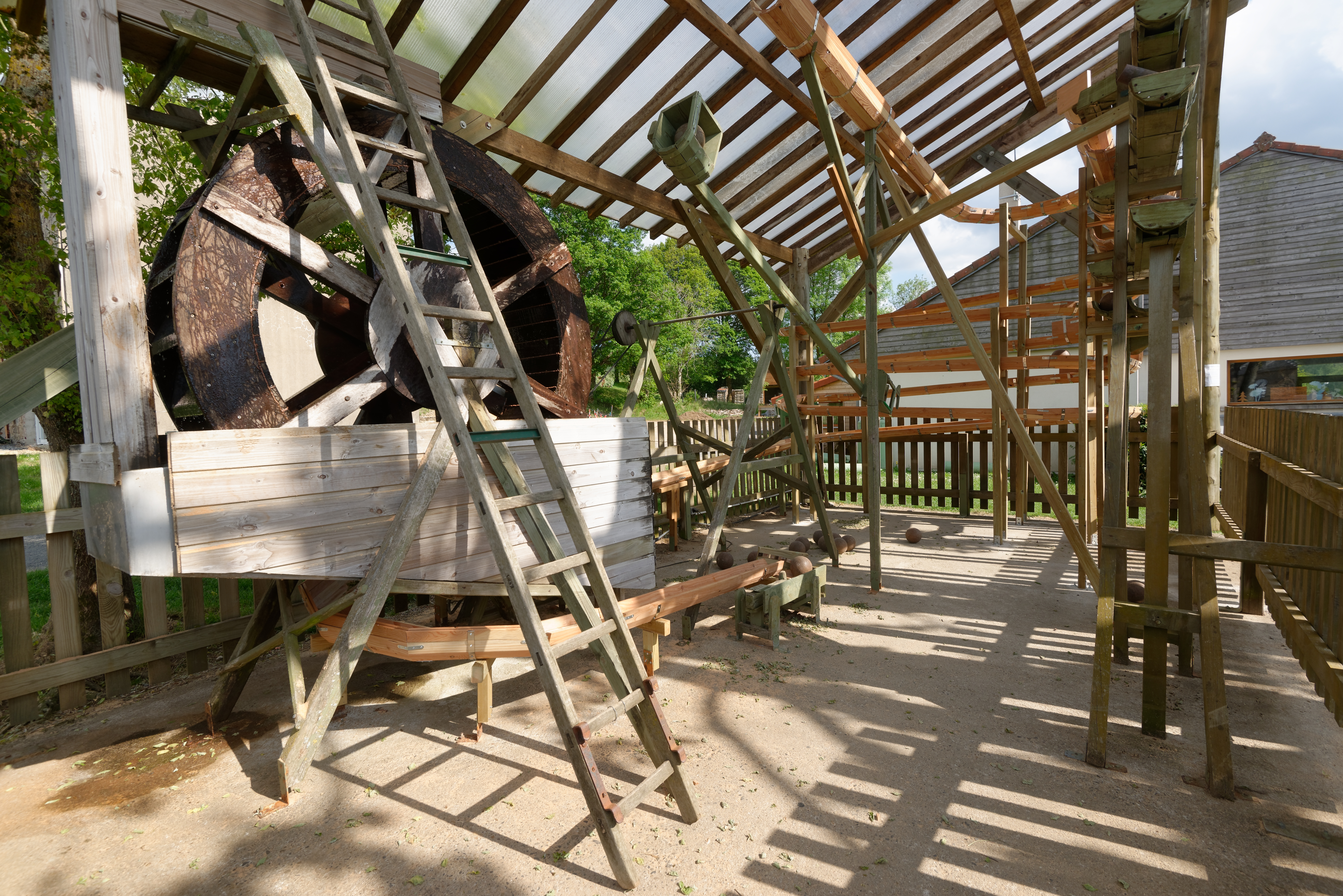
Horloge à billes de Lavoine.

- Rocher Saint-Vincent : site inscrit, culminant à 925 mètres d'altitude et offrant une vue imprenable sur la région vichyssoise, la chaîne des Puys, mais aussi par période de beau temps jusqu'à Bourges.
- Puy de Montoncel : point culminant du département de l'Allier, point de rencontre (tripoint) des départements du Puy-de-Dôme, de l'Allier et de la Loire.
- L'église Saint-Jean de Lavoine, est une des rares églises de France appartenant à ses habitants, depuis sa construction financée intégralement par les futurs paroissiens de la paroisse Saint-Vincent Ferrier de Lavoine, en 1837. Cette situation exceptionnelle bien que difficile au moment de la construction lui permet désormais, à la différence de nombreux édifices religieux, de ne pas être oubliée des habitants. Son intérieur fut intégralement restauré en 1999.
- Maison du Bois et de la Forêt : musée présentant la vie de la commune à travers l'activité forestière, dominante sur cette commune, mais aussi à travers un village particulier : Pion, dont les révoltes et les pendaisons ont alimenté de nombreuses légendes.
- Scierie communautaire à eau : reproduction d'une ancienne scierie qui fonctionnait grâce à la force de l'eau.
- Horloge à billes : une horloge à eau conçue à l'école du bois d'Épinal, fonctionnant grâce à une roue à aubes et dont l'heure est indiquée par des billes en bois. Il en existe seulement trois au monde : à Munich, à San Francisco et à Lavoine[26]

### Personnalités liées à la commune
- Saint Vincent Ferrier (1350-1419), missionnaire dominicain espagnol ayant prêché au rocher qui porte aujourd'hui le nom de rocher Saint-Vincent.